# Ronja rövardotter
För andra betydelser, se Ronja rövardotter (olika betydelser).
Ronja rövardotter (ibland  Ronja Rövardotter) är en saga (roman) av Astrid Lindgren från 1981. Huvudpersonen Ronja är en flicka i tioårsåldern. Läsaren får följa hennes uppväxt under i huvudsak två år. Hon är dotter till en rövarhövding och boken handlar om hur hon blir självständig och gör uppror mot fadern. Den filmatiserades 1984 med Tage Danielsson som regissör.
Boken är en av titlarna i boken Tusen svenska klassiker (2009).

## Handlingen
Rövarbandet lett av Mattis och rövarbandet lett av Borka är rivaler. Mattis dotter Ronja blir i hemlighet vän med Borkas jämngamla son Birk. Tillsammans gör de uppror mot sina familjer och rymmer tillsammans hemifrån ut till en grotta i skogen. De förmår sina fäder att förena de båda rövarklanerna.

## Platser

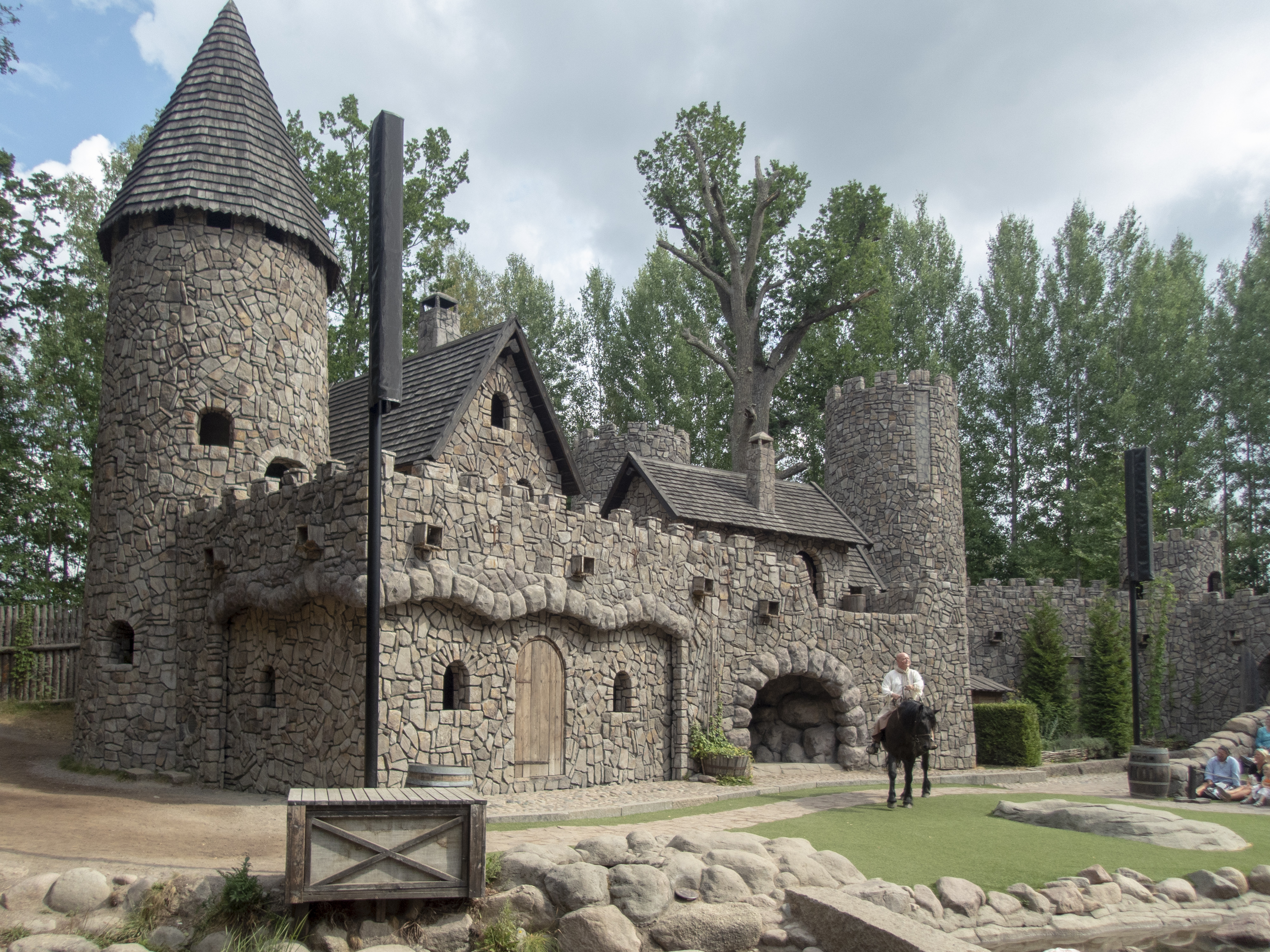
Mattisborgen på Astrid Lindgrens värld

### Skogen
Mattisborgen är den stora borgen som tillhör Mattisrövarna. Vid Ronjas födsel orsakade ett blixtnedslag att borgen, och berget den är byggd på, sprack mitt itu. Den lättaste vägen upp till Borgen från Skogen är via ett smalt pass som kallas Vargklämman, där Mattisrövarna placerar vakter, och Ronja får förklarat för sig att om man skriker i Vargklämman ramlar det ner stenar.

## Persongalleri

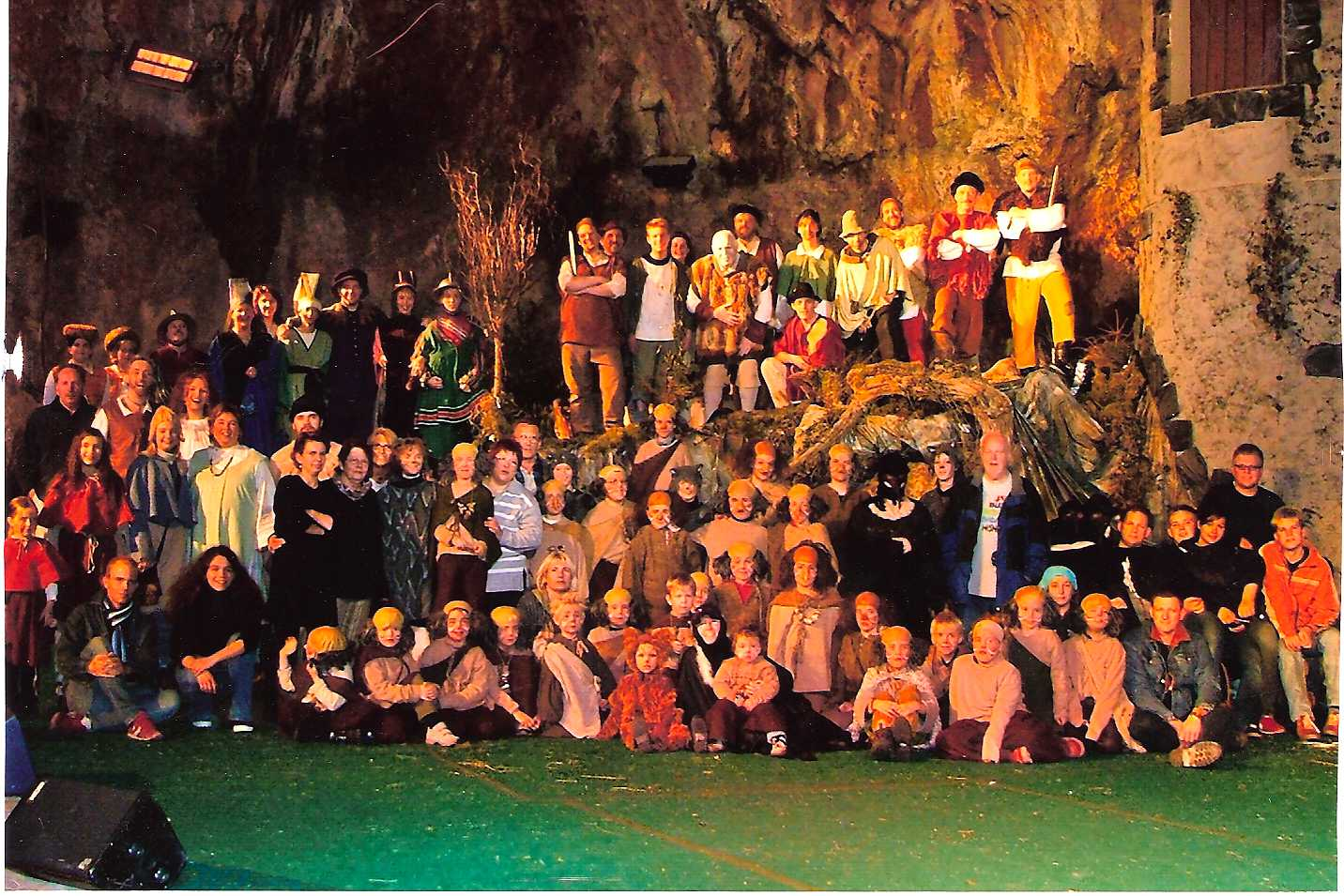
En tysk uppsättning av Ronja Rövardotter

### Ronja Rövardotter
Ronja är i elvaårsåldern när hon går ut i skogen ensam för första gången. Hennes storögda förundran i början ersätts så småningom av slipad erfarenhet. 
I filmatiseringen gestaltas Ronja av Hanna Zetterberg.

### Mattis
Mattis är Ronjas pappa och rövarhövding. Han bor tillsammans med rövarna, hustrun Lovis och dottern Ronja. 
I filmatiseringen gestaltas Mattis av Börje Ahlstedt.

### Lovis
Lovis är Ronjas mamma. Varje kväll sjunger hon Vargsången, och när den sjungs är det natt i Mattisborgen.
I filmatiseringen gestaltas Lovis av Lena Nyman.

### Skalle-Per
Skalle-Per är den äldsta av Mattis rövare. Han är för gammal för att röva och går därför omkring hemma istället. Han är som en fadersgestalt för Mattis och som en farfar för Ronja. Då han har lång tidigare erfarenhet som rövare är det han som tänker ut planer och fungerar som en rådgivare åt Mattis. Det är också Skalle-Per som föreslår att Mattis och Borkas rövarband ska slås ihop och samarbeta istället för att motarbeta varandra. Detta för att bli starka och kunna besegra fogdeknektarna i skogen.
I filmatiseringen gestaltas Skalle-Per av Allan Edwall.

### Borka
Rövarhövdingen Borka är ärkefiende till Ronjas pappa Mattis, trots att de var lekkamrater som barn. 
I filmatiseringen gestaltas Borka av Per Oscarsson.

### Birk Borkason
Birk föddes samma åsknatt som Ronja. Han är son till Borka och Undis och har alltid fått berättat vilka skitstövlar Mattisrövarna är. När Birk och Ronja möts första gången utmanar de varandra genom att hoppa över Helvetesgapet tills Birk ramlar och Ronja räddar honom. Birk räddar senare Ronja till livet två gånger – när de underjordiska i dimman söker locka Ronja till sig och när hon har fastnat med foten i en rumpnissehåla och anfalls av en vildvittra.
I filmatiseringen gestaltas Birk av Dan Håfström.

## Varelser
Dessa varelser är påhittade av Astrid Lindgren men påminner om andra kända väsen.

### Grådvärgar
Grådvärgarna är otäcka varelser som ofta kommer fram i mörkret och dras till rädsla. Ju räddare man blir, desto fler grådvärgar kommer krypande. Astrid Lindgren har beskrivit dem så här: "Grådvärgarna är – sanna mina ord – de otäckaste små levande väsen (ehuru fega) som nånsin har skrämt en unge från vettet."

### Rumpnissar
De decimeterhöga varelserna är skygga och har svårt att se saker och ting i sitt sammanhang. De är, till skillnad från grådvärgar och vildvittror, tämligen harmlösa, även om deras dumhet kan vara frustrerande för den som råkar på dem. De lever i hålor, och man får se sig för så man inte råkar trampa igenom marken så man fastnar med foten i taket till deras hem, för de kanske inte hjälper en att komma loss, utan betraktar foten som en ny inredningsdetalj. 
Det vanligaste citatet från en rumpnisse är "Voffor gör di på detta viset?"

### Vildvittror
Vildvittror är stora, talande rovfåglar med vassa klor och näbbar. De älskar åskväder, retas och skräms. De kastar nedvärderande kommentarer eller hot mot människor från luften, som att de vill se blodet flyta. De kan även göra anfallsförsök när tillfälle ges.
Vildvittrorna påminner om den grekiska mytologins harpyor, men ska inte förväxlas med det mytologiska folket vittra ur den nordiska folktron.

## Bakgrund
Lindgren skrev sina första sagor redan på 1930-talet och två av hennes mest kända romaner, Mio, min Mio och Bröderna Lejonhjärta är typiska sagor med en uppgift som ska lösas och en värld uppdelad i ont och gott. Detta saknas i Ronja Rövardotter. Vad som finns är däremot sagans magiska tretal: tre gånger räddar Ronja och Birk livet på varandra och tre gånger kommer det besökare till Björngrottan. Här finns också ett rikt galleri av sagoväsen: grådvärgar, rumpnissar, skumtroll och vildvittror.
Namnen i boken fick hon från Kungliga Automobilklubbens bilatlas där hon hittade flera bra namn i främst Arjeplogs kommun i södra Lappland: Peljekaise nationalpark, sjön Tjeggelvas, sjön Fjosoken, berget Jutis, byn Joesjö, sjön Labbas samt Juronjaurekåtan.
Den svenska utgåvan illustrerades av Ilon Wikland. Hon hade först ritat Ronja med långt mörkt hår och med samiskt utseende men det tyckte inte Lindgren om som ville att Ronja skulle ha lockigt hår. De tolv rövarna ritade hon av från kunder på Systembolaget. Mattisborgens höga torn är från biskopsborgen i Hapsal i Estland. På andra språk illustrerades boken ofta av andra och där ser Ronja annorlunda ut.

## Filmatiseringar

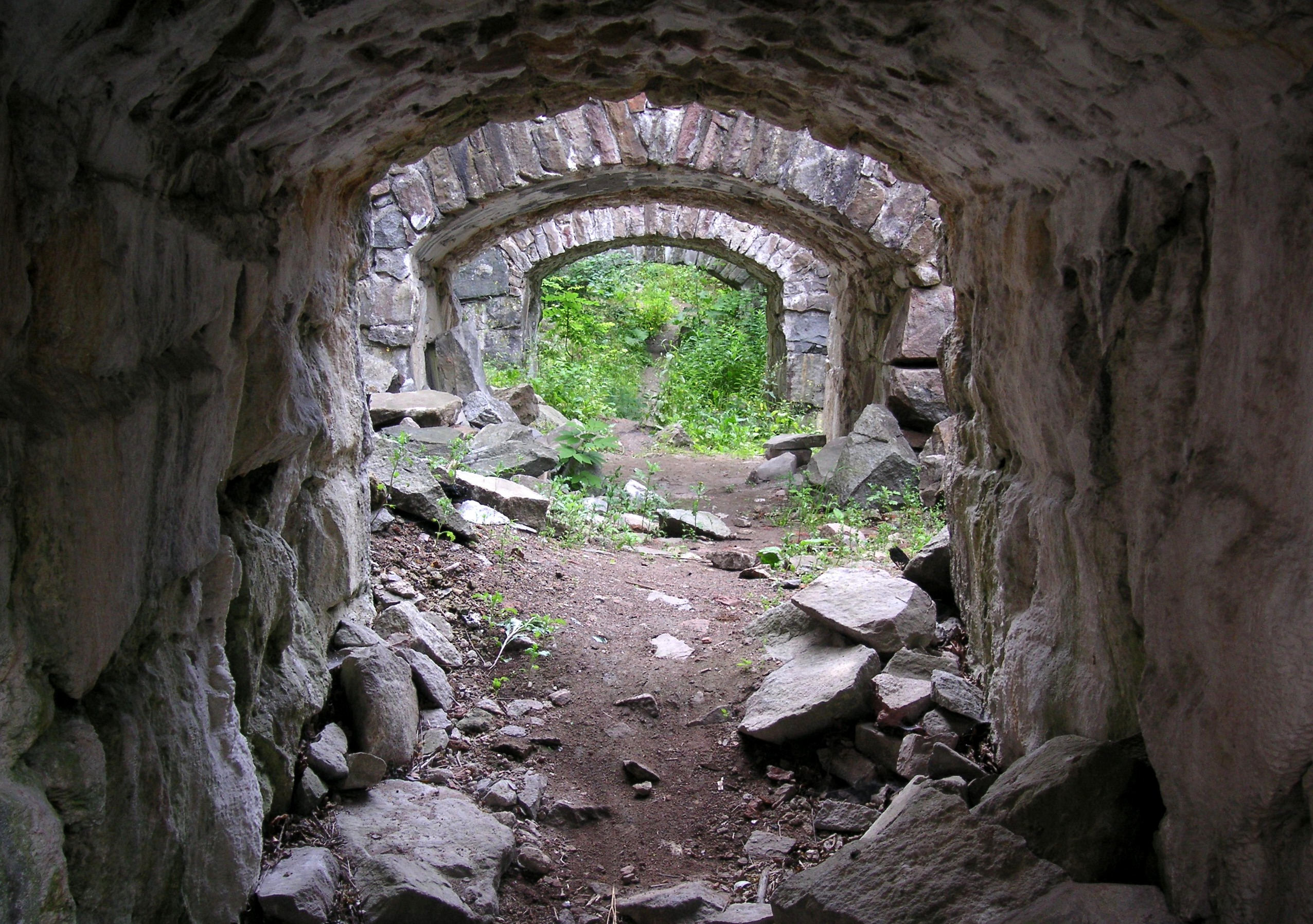
Filmen spelades in på bland annat Haga slottsruin.

### Långfilm
Lindgren hade börjat skriva boken 1979 och redan innan boken var klar hade hon tillsammans med regissören Olle Hellbom börjat fundera hur boken skulle kunna filmatiseras. Våren 1982 hade Hellbom varit sysselsatt med finansieringen, med att hitta medarbetare och en lämplig inspelningsplats när han plötsligt gick bort i juni 1982.
När inspelningarna startade hösten 1983 hade Tage Danielsson tagit över. Exteriörerna spelades in på Sörknatten i Dalsland, Stor-Blåsjön i Jämtland, Kungsklyftan i Fjällbacka samt vid Haga slottsruin i Solna. På berget Sörknatten kan man finna platserna där kulissen av Mattisborgen stod, "Helvetesgapet" och Björngrottan. Glupafallet (Ristafallet) och där Ronja och Birk flöt nedströms hållande i en björk, ligger i Indalsälven, invid Undersåker i Jämtlands län. Ronjas vårskrik är inspelat i Söndre skog på Hallands Väderö.
Inomhusscenerna spelades in i studio i Oslo och Stockholm och i Tykarpsgrottan (Mattisborgens ölkällare). I juni 1984 var inspelningen klar och filmen hade premiär julen 1984..

### TV-serier
Hösten 2014 premiärvisas den animerade TV-serien efter boken på japanska NHK. Regissören för Sanzoku no musume Rōnya (under 2016 visad på svensk TV som Ronja Rövardotter) är Gorō Miyazaki, och serien är en samproduktion mellan Polygon Pictures och Studio Ghibli. Offentliggörandet av TV-serien, som med sina miljöer och skogsvarelser har vissa likheter med Studio Ghiblis Prinsessan Mononoke, gjordes i januari 2014.
Den 6 september 2021 meddelades att en ny TV-serie var planerad att produceras, som från en början skulle släppas av Viaplay. Hans Rosenfeldt skulle skriva manus medan Lisa James Larsson skulle stå för regin, med Bonnie Skoog Feeney och Mattias Arehn som producenter. Tolv avsnitt, fördelat på två säsonger, beställdes av produktionsbolaget Filmlance. Första säsongen hade premiär på Netflix den 28 mars 2024.

## Teater
Ronja rövardotter fick sitt uruppförande på Svenska Teatern i Helsingfors. Teaterns egen dramaturg Annina Enckell hade dramatiserat sagan för teater. Det var den första och enda dramatiseringen av boken som Astrid Lindgren själv godkände. Astrid Lindgren och författarkollegan Tove Jansson var med bland premiärpubliken. Pjäsen hyllades av recensenter och blev även en stor publikframgång. Ronja spelades av Anna Hultin och Birk spelades av Peppe Forsblom. Regi: Erik Pöysti.
Sommaren 2014 gjorde Charlies teater i Skara en uppsättning av Ronja rövardotter. Detta var del av deras årliga sommarteater, med inriktning på barnfamiljer. Pjäsen hade premiär fredagen den 18 juli och sista föreställningen var söndagen den 3 augusti. Föreställningen baserades på filmen från 1984, fast med Charlies teaters egna lilla tvist. För att få till en övergång mellan olika scener användes rumpnissar som berättare för delar av handlingen.

## Översättningar
Språk, titel, förlag, år för första utgåva:
- Bulgariska: Роня, дъщерята на разбойника (Ronja, dâšterjata na razbojnika), Narodna mladez, 1986
- Danska: Ronja Røverdatter, Gyldendal, 1981
- Engelska: Ronia the robber's daughter, Methuen, 1983
- Esperanto: Ronjo rabista filino, Inko, 2001 (elektronisk bok)
- Estniska: Röövlitütar Ronja, Eesti Raamat, 1987
- Finska: Ronja ryövärintytär, WSOY, 1981
- Franska: Ronya, fille de brigand, Hachette, 1984
- Frisiska: Ronja de rôversdochter, AFUK, 1987
- Färöiska: Ronja Ránsmansdóttir, AFUK, 1987
- Grekiska: Ρόνια, η κόρη του ληστή (Rónia, i kóri tou listí, Metope, 1982
- Grönländska: Piiaasup pania Ronja, Atuakkiorfik, 1994
- Hebreiska: רוניה בת השודד, 1985
- Indonesiska: Ronya anak penyamun, PT Gramedia, 1991
- Isländska: Ronja ræningjadóttir, Mál og menning, 1981
- Italienska: Ronja, la figlia del brigante, Mandadori, 1983
- Japanska: 山賊のむすめローニャ (Romaji: Sanzoku no musume Rōnya), Iwanami shoten, 1982
- Katalanska: Ronja, la filla del bandoler, Joventut, 1985
- Kinesiska: 强盗的女儿 (Hanyu pinyin: Qiangdao de nü'er), China Times, 1995
- Koreanska: 산적의 딸 로냐, 발간 (sanjeog-ui ttal lonya, balgan), 1999
- Kroatiska: Ronja Razbojnička kći, Znanje, 1996
- Lettiska: Ronja - laupitāja meita, Liesma, 1989
- Litauiska: Ronja plėšiko duktė, Vaga, 1985
- Nederländska: Ronja de roversdochter, Ploegsma, 1982
- Nordsamiska: Ronjá Rievvárnieida, Sami girjit, 1983
- Norska: Ronja Røverdatter, Damm, 1981
- Polska: Ronja córka zbójnika, Nasza ksiegarnia, 1985
- Portugisiska: Ronia filha de ladrão, Querco, 1984
- Ryska: Ронья, дочь разбойника (Ronja, dotj razbojnika), Detskaja literatura, 1987
- Slovakiska: Zbojnícka dcéra Ronja, Mladé letá, 1987
- Slovenska: Ronja razbojniška hči, Mladinska knjiga, 1985
- Spanska: Ronja la hija del bandolero, Juventud, 1985
- Thai: 1997
- Tjeckiska: Ronja, dcera loupeznika, Albatros, 1987
- Tyska: Ronja Räubertochter, Oetinger, 1982
- Ukrainska: Роня, дочка розбійника (Ronja, dotjka rozbijnyka), Veselka, 1987
- Ungerska: Ronja, a rabló lánya och A rabló lánya, Móra, 1986
- Vietnamesiska: Ro-ni-a con gái tu'óng cu'óp, Nhà xuát bán giáo duc, 1993

## Inläsningar
Astrid Lindgren läste 1981 även in sagan, och inläsningen utkom på CD 2003 och 2006.